# Gomphus yayeyamensis
Gomphus yayeyamensis är en trollsländeart som beskrevs av Matsumura 1926. Gomphus yayeyamensis ingår i släktet Gomphus och familjen flodtrollsländor. Inga underarter finns listade i Catalogue of Life.